# دیوید لویزئو
دیوید لویزئو (انگلیسی: David Loiseau؛ زادهٔ ۱۷ دسامبر ۱۹۷۹) ورزشکار هنرهای رزمی ترکیبی و تکواندوکار اهل کانادا است. وی بین سال‌های ۲۰۰۰ تا ۲۰۱۴ میلادی فعالیت می‌کرد.